# Émile Vernon
Paul Émile Vernon (ur. 14 marca 1872 w Blois, zm. 31 stycznia 1920 w Paryżu) – francuski malarz. Specjalizował się w akwarelowych obrazach kobiet. Malował także dzieci, akty, pejzaże i kwiaty.
Émile Vernon studiował malarstwo w Szkole Sztuk Pięknych, w Tours i właśnie tam otrzymał pierwszą nagrodę za rysunek w 1888. Malarstwa uczył się od Williama-Adolphe Bouguereau (1825–1905) i Auguste Truphème (1836–1898) w École nationale supérieure des beaux-arts – wyższej szkole sztuk pięknych, w Paryżu. W 1898 brał udział w Wystawie Sztuk Pięknych i Dekoracyjnych, w Tours i zadebiutował na targach francuskich artystów. Od 1913 wystawiał tam regularnie swoje portrety, obrazy namalowanych kwiatów i krajobrazy. W 1899 namalował kilka malowideł ściennych, takich, jak te z teatru Châtellerault.
Vernon zmarł w styczniu 1920.

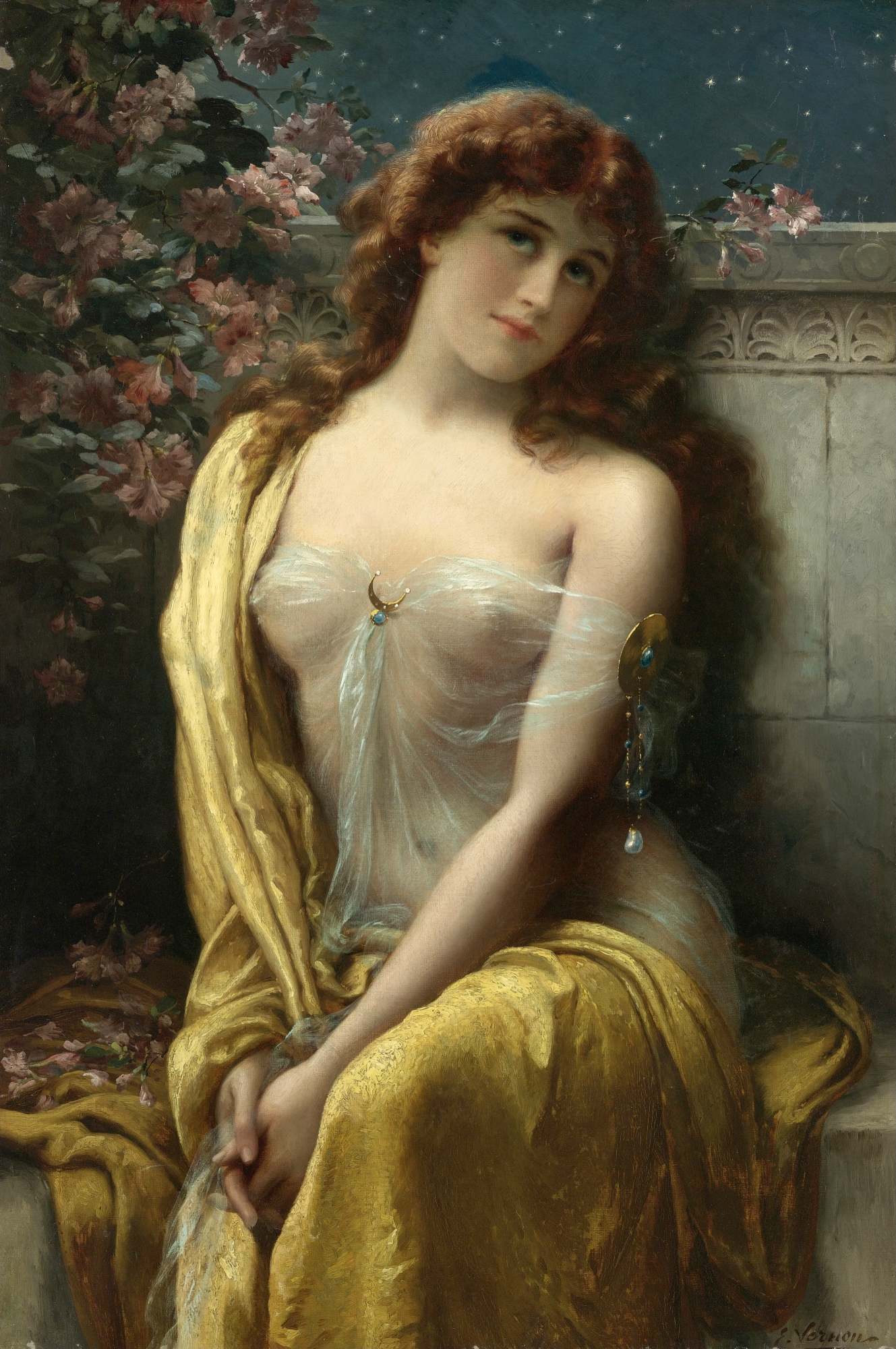
Światło gwiazd.
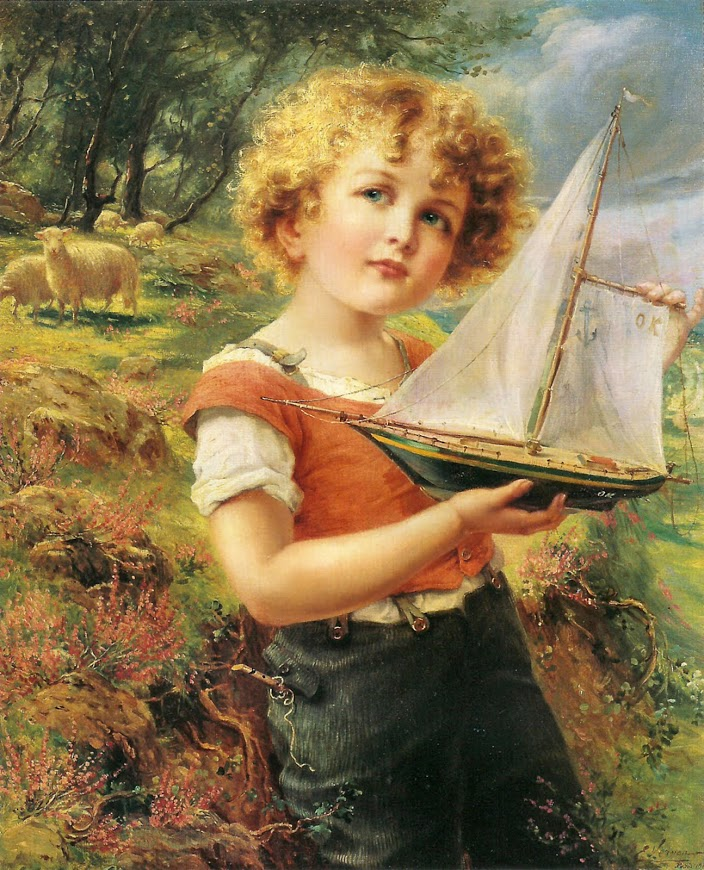
Mała łódka – Le petit bateau.
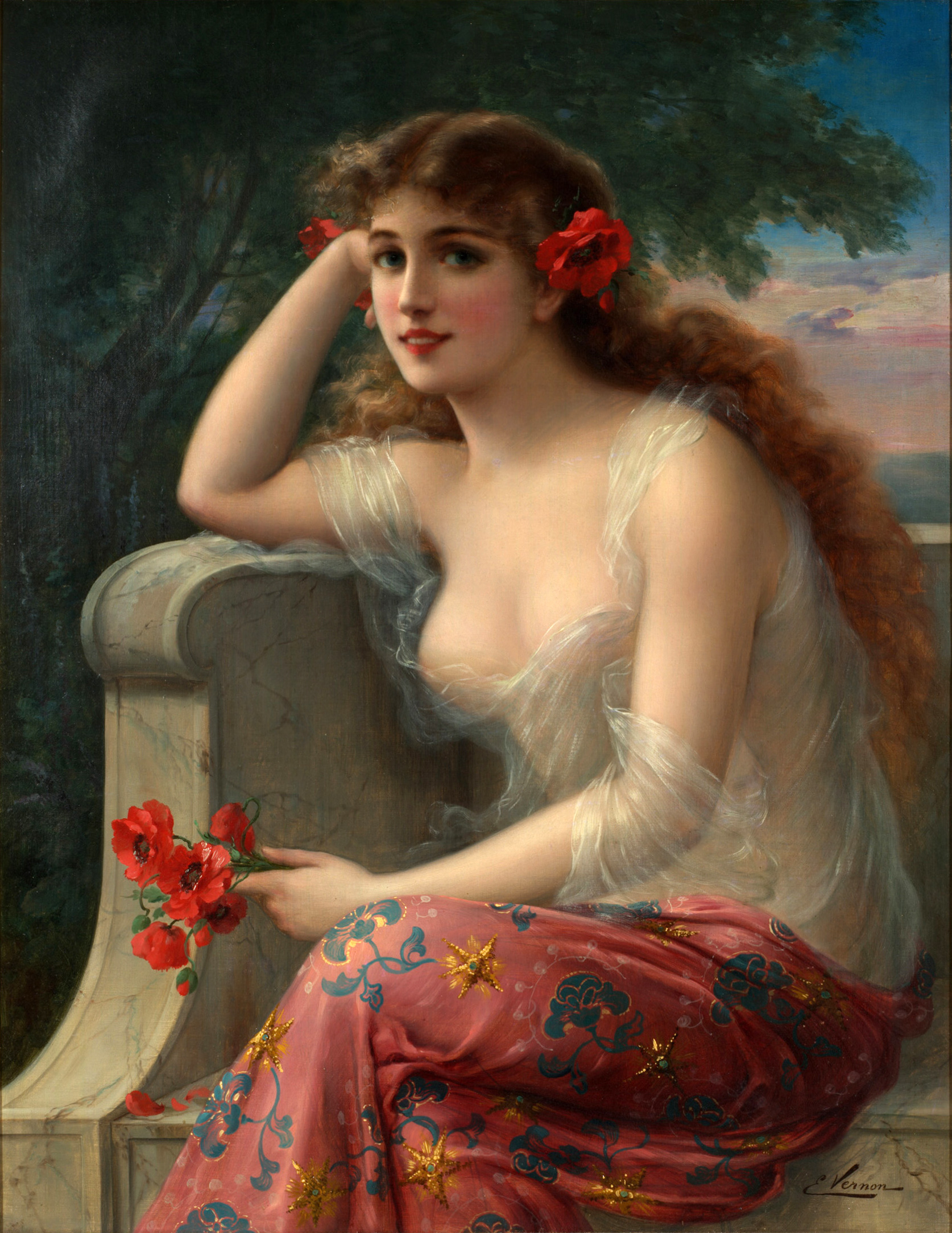
Dziewczyna z makiem.
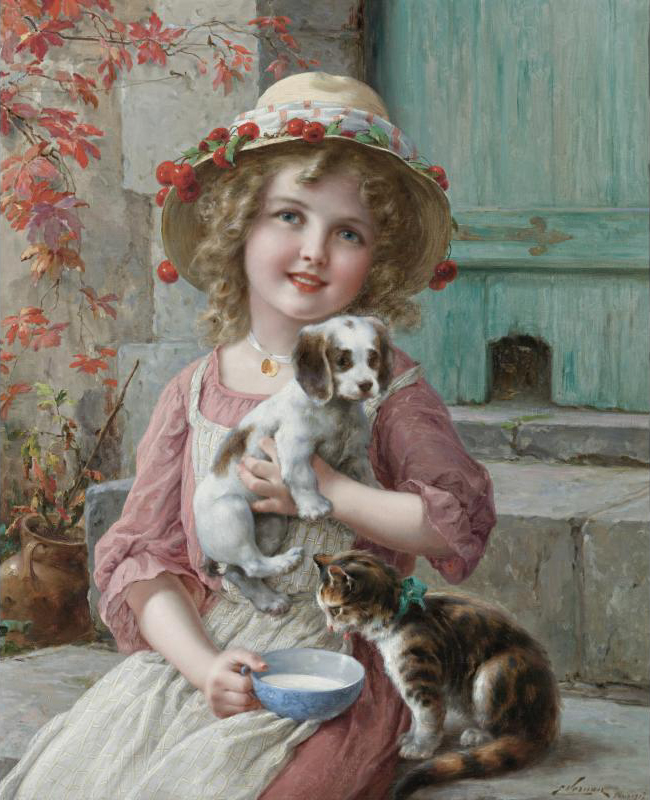
Nowi przyjaciele.